# Монеты евро Литвы
Моне́ты е́вро Литвы́ — монеты общей официальной валюты нескольких стран Европейского союза, выпуск которых в обращение произведён при вступлении Литовской Республики в зону евро. Первоначально предполагалось, что это должно было произойти 1 января 2007 года, но в соответствии с выводами Европейской комиссии (2006), обратившей внимание на уровень инфляции, превышающий установленную Маастрихтским договором границу, введение евро в качестве платёжного средства в Литве и присоединение страны к зоне евро произошло 1 января 2015 года.

## Дизайн национальной стороны
Монеты евро Литвы, как и других стран, восьми номиналов. Реверсы литовских монет евро с обозначением номинала не отличаются от реверсов монет евро других стран. На аверсах всех монет изображён «Витис» — геральдический всадник с вознесённым над головой мечом и щитом с шестиконечным крестом, изображённый на гербе Литовской Республики, а также название страны на литовском языке — «LIETUVA». В монетах присутствует лишь одно отличие: на монетах в один и два евро на внешнем кольце имеются вертикальные линии, на пятидесяти-, двадцати- и десятицентовых монетах имеются горизонтальные линии на внешнем кольце и, наконец, на пяти-, двух- и одноцентовых монетах линий на внешнем кольце нет. Дизайн монет, победивший в объявленном в 2004 году конкурсе, был разработан скульптором и медальером Антанасом Жукаускасом.
| 1 евроцент    | 2 евроцента   | 5 евроцентов     |
| ------------- | ------------- | ---------------- |
|               |               |                  |
| Герб Литвы    |               |                  |
| 10 евроцентов | 20 евроцентов | 50 евроцентов    |
|               |               |                  |
| Герб Литвы    |               |                  |
| 1 евро        | 2 евро        | Гурт монеты в €2 |
|               |               |                  |
| Герб Литвы    |               |                  |

## Тираж
| Номинал | €0,01      | €0,02      | €0,05      | €0,10      | €0,20      | €0,50      | €1,00      | €2,00      |
| ------- | ---------- | ---------- | ---------- | ---------- | ---------- | ---------- | ---------- | ---------- |
| 2015    | 70.042.000 | 70.042.000 | 60.042.000 | 35.042.000 | 35.042.000 | 40.042.000 | 35.042.000 | 25.042.000 |
| 2016    | 20.000.000 | —          | —          | —          | —          | —          | —          | —          |